# Sophia Bush
Sophia Anna Bush, född 8 juli 1982 i Pasadena i Kalifornien, är en amerikansk skådespelare, aktivist, regissör och producent.
Hennes allra största genombrott kom i den populära dramaserien One Tree Hill, där hon spelade Brooke Davis, en populär hejarklacksledare. Hon medverkade i alla nio säsonger av One Tree Hill. Hon har medverkat i filmerna Supercross, Stay Alive och John Tucker Must Die där hon spelade mot bland andra Jesse Metcalfe, Brittany Snow och Ashanti. Hon hade huvudrollen i thrillern The Hitcher.

## Unga år
Bush, ensambarn, föddes och växte upp i Pasadena i Kalifornien med Charles William Bush, en kändis och reklamfotograf, och Maureen, en föreståndare för en fotostudio. Bush är av italienskt ursprung. Hon studerade vid Westridge School for Girls (Pasadena), University of Southern California. Bush var medlem i Kappa Kappa Gamma föreningen, där hon tjänstgjorde som "Social Chair". 
År 2000 var hon drottning i Tournament of Roses Parade. Bush studerade vid University of Southern California under tre år innan hon fick rollen som Brooke Davis i serien One Tree Hill (2003).

## Karriär
Bush gjorde sitt första stora framträdande i komedin Van Wilder 2002. Därefter var hon med i flera filmer, till exempel Point of origin och Learning Curves, där hon bara hade en biroll. Hon gästspelade i sjunde säsongen av Sabrina tonårshäxan. Hon fick rollen som Kate Brewster i Terminator 3: Rise of the Machines, men ersattes av Claire Danes för att regissören tyckte hon var för ung. 2003 fick hon rollen som Brooke Davis i tv-serien One Tree Hill. Det var i denna serie som hon fick sin stjärnstatus.
Mellan säsongerna av One Tree Hill har Bush spelat in ett antal filmer som Supercross, Stay Alive, John Tucker Must Die, och The Hitcher (2007).

Bush fick "Rising Star"-priset vid Vail Film Festival för sitt skådespeleri i The Hitcher. Hon har också vunnit 3 priser vid Teen Choice Awards-galan för John Tucker Must Die och The Hitcher.

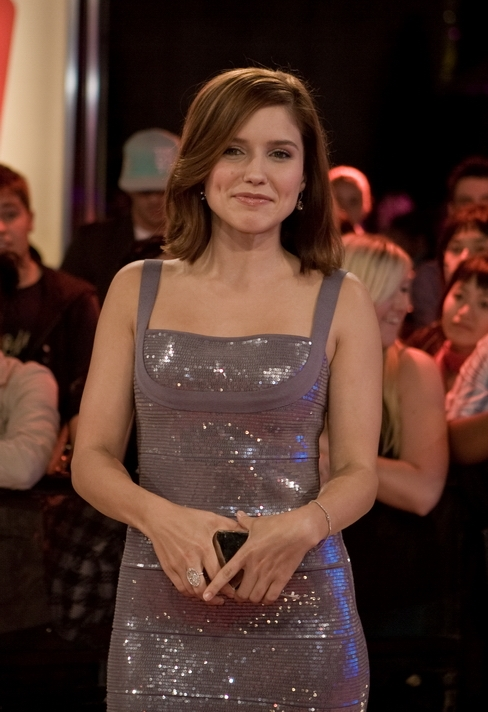
Sophia Bush i september 2008.

Den 20 april 2007 tillkännagavs att Bush skulle medverka i Francois Velles The Narrows med Kevin Zegers, Eddie Cahill och Vincent D'Onofrio. Det meddelades att hon skulle spela den vackra, intelligenta och självsäkra reportern Kathy Popovich. Bush medverkade även i filmen Table for Three, vilken hade premiär 2009.

## Privatliv
Den 16 april 2005 gifte sig Bush med skådespelaren Chad Michael Murray, sin motspelare i One Tree Hill. De hade varit tillsammans i mer än två år innan de gifte sig i Santa Monica. Efter bara fem månader som gifta meddelade de att de skulle skilja sig den 26 september 2005. Bush sade till domstolen att hon blivit bedragen och äktenskapet upplöstes. I december 2006 var Bush och Murrays skilsmässa genomförd. Efter skilsmässan inledde Bush en relation med Jon Foster som hon spelat mot i filmen Stay Alive. Relationen tog slut i augusti 2007.
I december 2007 rapporterade New York Daily News att Bush hade en relation med motspelaren James Lafferty"; Bush nekade dock till detta. I maj 2008 kom det foton på Lafferty och Bush vid Los Angeles International Airport (LAX), vilket tillförde nytt bränsle till spekulationerna. Den 27 oktober 2008 bekräftade Murray att de var ett par.
I februari 2008 gjorde Bush flera framträdanden i Texas för att stödja Barack Obamas kampanj i primärvalet. Hon framträdde även i Dallas, Fort Worth, och Waco med skådespelaren Adam Rodriguez. Framträdandena ägde mest rum på collegecampus, där de försökte få unga personer involverade i politik.
År 2020 inledde Bush en relation med affärsmannen Grant Hughes, som hon sedan förlovade sig med i augusti 2021. Paret vigdes därefter på Philbrook Museum of Art i Tulsa, Oklahoma den 11 juni 2022. Den 4 augusti 2023 ansökte Bush om skilsmässa från maken, efter drygt tretton månaders äktenskap.
I april 2024 meddelade Bush att hon var i en relation med den före detta fotbollsspelaren Ashlyn Harris. Hon kom samtidigt ut som queer i en egenskriven artikel i tidningen Glamour.

## Filmografi

### Film
| År   | Titel                | Roll                  | Anmärkningar |
| ---- | -------------------- | --------------------- | ------------ |
| 2005 | Supercross           | Zoe Lang              |              |
| 2006 | Stay Alive           | October Bantum        |              |
| 2006 | John Tucker Must Die | Beth McIntyre         |              |
| 2007 | The Hitcher          | Grace Andrews         |              |
| 2008 | The Narrows          | Kathy Popovich        |              |
| 2009 | Table for Three      | Mary Kincaid          |              |
| 2011 | Chalet Girl          | Chloe                 |              |
| 2017 | Marshall             | Jen i baren           |              |
| 2018 | Acts of Violence     | Detektiv Brooke Baker |              |
| 2018 | Superhjältarna 2     | Karen / Voyd          | Röstroll     |
| 2021 | False Positive       | Corgan                |              |

### Tv
| År        | Titel                             | Roll                        | Anmärkningar                  |
| --------- | --------------------------------- | --------------------------- | ----------------------------- |
| 2002      | In the Heat of Fire               | Carrie Orr                  | TV-film                       |
| 2003      | Nip/Tuck                          | Ridley Lange                | Återkommande roll; 3 avsnitt  |
| 2003–2012 | One Tree Hill                     | Brooke Davis                | Huvudroll; 186 avsnitt        |
| 2009–2011 | Phineas & Ferb                    | Sara                        | Röst roll; 2 avsnitt          |
| 2012–2013 | Partners                          | Ali Landow                  | Huvudroll; 13 avsnitt         |
| 2013–2017 | Chicago Fire                      | Detektiv Erin Lindsay       | Återkommande roll; 11 avsnitt |
| 2014–2016 | Law & Order: Special Victims Unit | Detektiv Erin Lindsay       | Återkommande roll; 4 avsnitt  |
| 2014–2017 | Chicago P.D.                      | Detektiv Erin Lindsay       | Huvudroll; 84 avsnitt         |
| 2015–2017 | Chicago Med                       | Detektiv Erin Lindsay       | Återkommande roll; 6 avsnitt  |
| 2020–2021 | Love, Victor                      | Veronica                    | Återkommande roll; 7 avsnitt  |
| 2022–     | Good Sam                          | Dr. Samantha "Sam" Griffith | Huvudroll; även producent     |

## Priser och nomineringar
| År   | Gala                                               | Kategori                                    | Resultat  | Övrigt                             |
| ---- | -------------------------------------------------- | ------------------------------------------- | --------- | ---------------------------------- |
| 2005 | Teen Choice Awards                                 | Choice TV Actress: Drama                    | Nominerad | One Tree Hill                      |
| 2006 | Teen Choice Awards                                 | TV - Choice Actress: Drama/Action Adventure | Nominerad | One Tree Hill                      |
| 2007 | Vail Film Festival                                 | Rising Star Award                           | Vann      |                                    |
| 2007 | Teen Choice Awards                                 | Choice Movie Actress: Comedy                | Vann      | John Tucker Must Die               |
| 2007 | Teen Choice Awards                                 | Choice Movie Actress: Horror/Thriller       | Vann      | The Hitcher                        |
| 2007 | Teen Choice Awards                                 | Choice Movie: Breakout Female               | Vann      | The Hitcher / John Tucker Must Die |
| 2008 | Teen Choice Awards                                 | Choice TV Actress: Drama                    | Nominerad | One Tree Hill                      |
| 2008 | Hollywood Life’s 5th Annual Hollywood Style Awards | New Hollywood Style Icon Award              | Vann      |                                    |